# Conferência Episcopal Panamenha
A Conferência Episcopal do Panamá é uma instituição da Igreja Católica onde os bispos do Panamá exercem seu colegialidade.

## Território[1]
A Conferência Episcopal do Panamá conforma uma só Província Eclesiástica, a qual está composta por:
Uma Arquidiocese:
1. Panamá.

Cinco Dioceses:
1. Chitré.
2. Santiago.
3. David.
4. Colón e Kuna Yala.
5. Penonomé.
6. Darién.

Uma Prelatura:
1. Bocas do Touro.

## Estrutura
A Conferência Episcopal do Panamá está organizada da seguinte maneira:
1. Assembleia Geral: Todos os Bispos
2. Presidência: Comités
3. Secretária Geral
4. Conselho e Secções.

Os conselhos e secções dividem-se em:
- Comunhão eclesial e diálogo.
- Missão e Espiritualidade.
- Vocações e Ministérios.
- Família e Vida.
- Educação e Cultura.
- Justiça e Solidariedade.
- Comunicação.

## Membros da Conferência Episcopal Panamenha

### Arcebispos
- Mons. José Domingo Ulloa Mendieta, Arcebispo de Panamá.[2]

### Bispos
- Mons. Rafael Valdivieso Miranda, Bispo de Chitré.[3]
- Mons. Manuel Ochogavía Barahona, Bispo de Colón-Kuna Yala.[4]
- Emmo. Sr. Cardeal, José Luis Lacunza Maestrojuán, Bispo de David.[5]
- Mons. Edgardo Cedeño Muñoz, Bispo de Penonomé.
- Mons. Audilio Aguilar Aguilar, Bispo de Santiago de Veraguas.[6]

### Vigários Apostólicos
- Mons. Pedro Joaquín Hernández Cantarero, vigário apostólico de Darién.

### Prelatura territorial
- Mons. Aníbal Saldaña Santamaría, prelado de Bocas do Touro.

### Bispos Auxiliares
- Mons. Uriah Adolphus Ashley Maclean, Bispo auxiliar da Arquidiocese de Panamá.[7]
- Mons. Pablo Varela Server, Bispo auxiliar da Arquidiocese de Panamá.[8]

### Arcebispos e Bispos eméritos
- Mons. José Agustín Ganuza García, Prelado emérito de Bocas do Touro.[9]
- Mons. Fernando Torres Durán, Bispo emérito de Chitré.
- Mons. José Dimas Cedeño Delgado, Arcebispo emérito da Arquidiocese de Panamá.[10]
- Mons. Oscar Mario Brown Jiménez, Bispo emérito de Santiago de Veraguas.[11]